# Hiroaki Namba
Hiroaki Namba (født 9. december 1982) er en japansk fodboldspiller.